# 투란도트 어둠의 왕국
투란도트 어둠의 왕국(Turandot)은 한국에서 제작된 김시우 감독의 2021년 뮤지컬 영화이다. 배다해 등이 주연으로 출연하였다.

## 출연

### 주연
- 배다해
- 민우혁
- 양서윤

### 조연
- 성기윤
- 이정열
- 임춘길
- 박정표
- 김대한
- 허혜진

## 제작진
- 프로듀서: 박영민
- 프로듀서: 김시우
- 프로듀서: 김미경
- 제작부: 홍수연
- 제작부: 조선진
- 제작지원: 정미정
- 제작지원: 이은경
- 제작지원: 장수정
- 제작지원: 이장우
- 제작지원: 배성혁
- 제작지원: 박정숙
- 협력프로듀서: 진성욱
- 협력프로듀서: 정진태
- 조명: 최석재
- 조명부: 권준호
- 조명부: 박천범
- 조명부: 서준
- 조명부: 김지나
- 조명부: 박천원
- 조명부: 우효주
- 조명부: 김연수
- 연출부: 강동화
- 연출부: 강정탁
- 연출부: 김현지
- 스크립터: 이현주
- 동시녹음: 김완동
- 동시녹음: 강윤수
- 녹음: 이상덕
- 음향: 양석호
- 음향: 나경현
- 음향편집: 이기준
- 음향편집: 이영준
- 음향편집: 이현명
- 음향효과: 이영준
- 믹싱: 노양수
- 믹싱: 이기준
- 사운드디자인: 허유라
- 사운드슈퍼바이저: 이기준
- 음악편집: 임지은
- 음악편집: 권가현
- 음악지원: 장소영
- 음악지원: 황규동
- 음악지원: 최종범
- 음악지원: 연금영
- 음악지원: 이영림
- 음악지원: 염서현
- 음악지원: 박에녹
- 음악지원: 박서현
- 음악지원: 유승범
- 음악지원: 신고운
- 음악지원: 박지연
- 음악지원: 이정현
- 음악지원: 조영은
- 음악지원: 이정수
- 음악지원: 김이레
- 음악지원: 김남철
- 음악지원: 박종석
- 음악지원: 최재문
- 음악지원: 황교진
- 작곡: 장소영
- 작곡: 황규동
- 소품: 임정숙
- 소품: 김경희
- 시각효과: 김동명
- 시각효과: 신상수
- 시각효과: 김성엽
- 시각효과: 김지수
- 시각효과: 강주성
- 시각효과: 이현승
- 시각효과: 김성수
- 시각효과: 박문봉
- 시각효과: 배정호
- 시각효과: 이경진
- 시각효과: 유진아
- 시각효과: 한혜민
- 시각효과: 주혜원
- 시각효과: 백승엽
- 시각효과: 심은주
- 시각효과: 정대권
- 시각효과: 성근영
- 시각효과: 지현창
- 시각효과: 오종택
- 시각효과: 김성진
- 시각효과: 남선우
- 시각효과: 송형주
- 시각효과: 박영미
- 시각효과: 김동완
- -무술: 서정주
- 분장: 김숙희
- 분장팀: 최진주
- 분장팀: 이수민
- 분장팀: 유하연
- 의상: 최인숙
- 편집보: 이은미
- 홍보: 최윤정
- 홍보: 전이슬
- 홍보: 남승민
- 기획총괄: 배성혁
- 뮤지컬 극작(원): 이해제
- 프로덕션 매니저: 권재현
- 프로덕션 매니저: 김현희
- 연기지도: 김태희
- 샌드아트: 김안나
- 샌드아트 영상편집: 신중호
- 음악 코치: 허윤선
- 음악조감독: 임지은
- 음악조감독: 권가현
- 음악 컴퓨터 프로그래밍: 황규동
- 합창 녹음: 김승회
- 합창 녹음: 이상민
- 합창 녹음: 박지훈
- 합창 녹음: 유은
- 합창 녹음: 강동우
- 합창 녹음: 구자룡
- 합창 녹음: 이성진
- 합창 녹음: 이승우
- 합창 녹음: 정태준
- 합창 녹음: 이동근
- 합창 녹음: 전혜윤
- 합창 녹음: 성윤주
- 합창 녹음: 정민지
- 합창 녹음: 박현서
- 합창 녹음: 김유주
- 합창 녹음: 박진하
- 합창 녹음: 유정은
- 합창 녹음: 이유진
- 합창 녹음: 이지나
- 합창 녹음: 조온유
- 마스터링: 전훈
- 회계운영: 지애정
- 데이터 매니저: 정현지
- 지미집: 문대화
- 지미집: 임재현
- 의상팀: 문혜민
- 의상팀: 김민우
- 의상팀: 이지은
- 조명크레인: 신대균
- 조명크레인: 박영일
- 발전차: 김태훈
- 포스터 디자인: 황재하
- 예고편: 신현종
- 종합편집: 김은희
- 포스트프로덕션매니저: 허유라
- 디지털색보정: 신성희
- 디지털색보정: 박경수
- 디지털색보정: 정수현
- 캐스팅 디렉터: 정진태
- 매니저부문: 백예리
- 매니저부문: 김민석
- 매니저부문: 김상규
- 매니저부문: 최대성
- 매니저부문: 윤성준
- 매니저부문: 신희준
- 매니저부문: 홍세훈
- 매니저부문: 금택현
- 매니저부문: 김범준
- 매니저부문: 강희석
- 번역: 진호연
- 번역: 기무라 노리꼬
- 번역: 장루이
- 사진: 윤석민
- 사진: 전기주
- 사진: 김현욱
- 안무: 고재경
- 안무: 김은총